# 禹兴街道
禹兴街道是中华人民共和国山東省德州市禹城市下辖的一个街道办事处。2020年8月，将市中街道分设为市中、禹兴两个街道。以徒骇河与京沪铁路交界处至施女河与京沪铁路交界处至赵牛河与齐河县交界处为界，界线以北为市中街道，界线以南为禹兴街道。禹兴街道负责南部城区(站南片区、原禹石街道、原廿里堡乡等)的管理服务工作。

## 行政区划
禹兴街道下辖以下村级行政区划单位：
站南社区、古城社区、小韩庄村、夏季村、石屯村、果林村、维新街村、肖寺村、红庙村、张庄村、黄店村、三义庙村、路庄村、兴华巷村、廿里堡李庄村、廿里堡西街村、廿里堡东街村、朱庄村、于庄村、李庄村、打渔张村、杨庄村、秦店子村、西郭辛村、东郭辛村、义合村、廿里堡北街村、卢庄村、小张村、田庄村、姜庄村、孟庄村、石庄村、尚务头村、沈庄村、安庄村、石屯张王村、张陈村、祁庄村、石屯赵庄村、石屯北街村、石屯南街村、孙庄村、后马屯村、前马屯村、刘少文村、立新村、杨金村、解合村、后屯村、何庄村、前屯村、双新村、冯庄村、贝栾村、焦庄村、赵庄村、东唐村、西唐村、王寺村、天宫村、徐庄村、前王村、后王村、王立志村、北千户村、朱道口村、高山村、石老村、王庄村、杨城子村、东千户村、西千户村、辛庄村、要庄村、廿里堡邢庄村、陈庄村、南徐村、丁楼村、刘庄村、廿里堡于庄村、廿里堡安庄村、前冢子村、后冢子村、闫庄村、窦庄村。